# Bahram III.

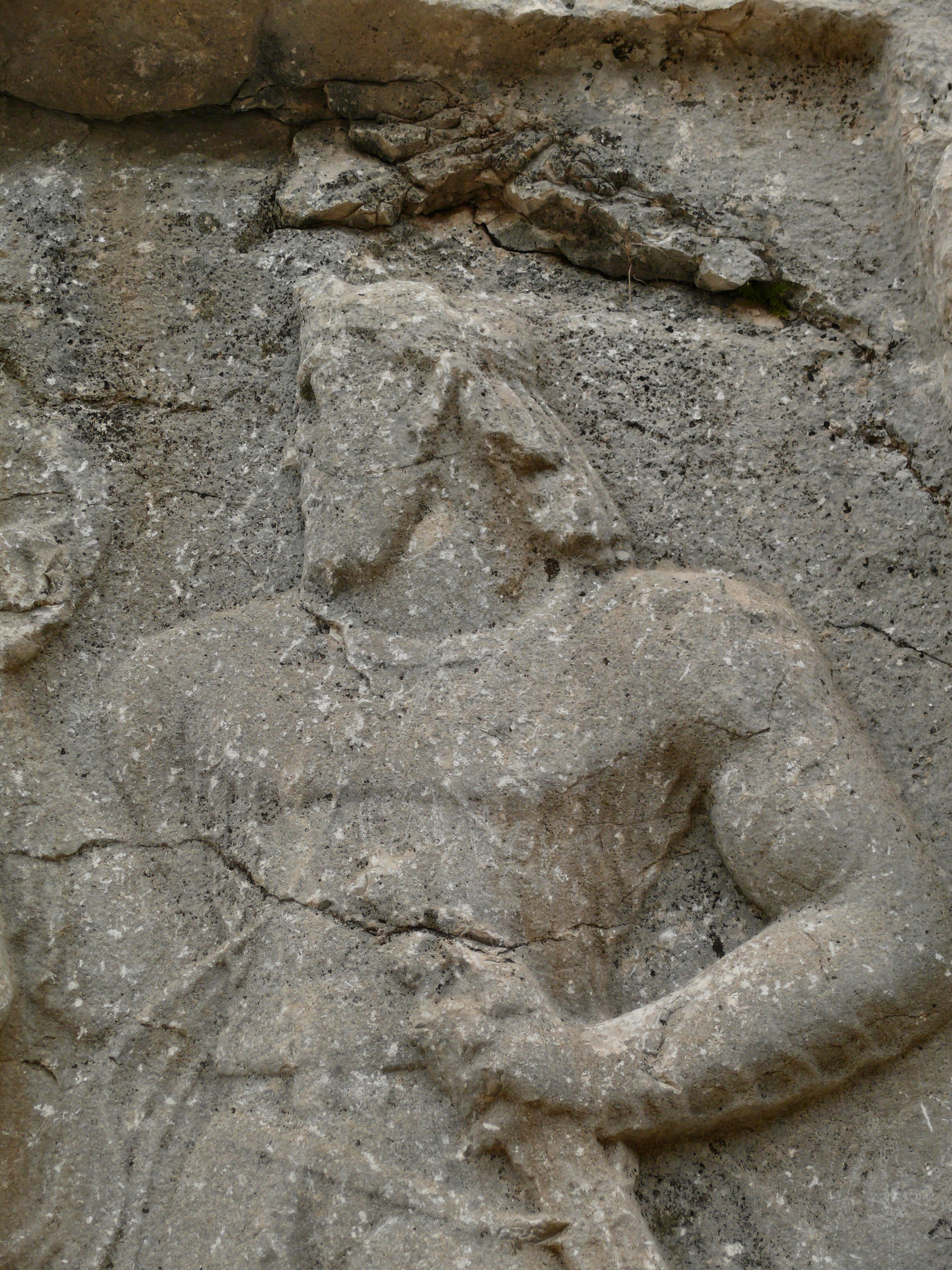
Darstellung Bahrams als Prinz im Sarab-e Qandil-Relief

Bahram III. (auch Vahram oder Varahran) war im Jahr 293 für vier Monate König des Sassanidenreiches.
Bahram (im Schahname auch Bahrām-i Bahrāmyān genannt und benannt nach einer der höchsten Gottheiten des Zoroastrismus) wurde zu einem unbekannten Zeitpunkt von seinem Vater Bahram II. zum „König der Saken“ erhoben, um so bereits als Kronprinz Regierungserfahrung zu sammeln. Dies geschah nach der Eroberung von Sakastan im Osten, vermutlich im Zusammenhang mit der Niederschlagung des Aufstands des Hormizd.
Nach dem Tod seines Vaters folgte Bahram ihm als König der Könige nach. Eine große Anzahl von Adligen verweigerten ihm jedoch die Gefolgschaft und sagten stattdessen Bahrams Großonkel Narseh, der in Armenien regierte, ihre Unterstützung zu. Für diese Thronstreitigkeiten stellt die sogenannte Paikuli-Inschrift die wichtigste Quelle dar. Mutmaßlich trauten die rebellierenden Adeligen Narseh eher zu, das Reich zu führen; ebenso scheint sich der Konflikt aber auch um die allgemeinen Rangfolge gedreht zu haben. Narseh konnte sich jedenfalls militärisch binnen kurzer Zeit durchsetzen und trat somit die Nachfolge Bahrams an, dessen weiteres Schicksal unbekannt ist.